# Olmo and The Seagull
|  | Denne artikel er oprettet af botten PalnaBot ud fra en ekstern database. Den kan derfor have sproglige fejl eller mangler. Denne skabelon kan fjernes efter kontrol af indholdet. |

Olmo and The Seagull er en dokumentarfilm instrueret af Lea Glob, Petra Costa efter manuskript af Lea Glob, Petra Costa.

## Handling
Oliva er skuespillerinde, både i filmen og i det virkelige liv, ved det berømte teaterkompagni "Theatre du Soleil". Vi følger Olivias liv og tanker i en periode, hvor hun føler sig transformeret fra at være kvinde og skuespiller til at blive kvinde og mor. Vi får tæt adgang til hendes følelser, minder, tanker og historier fra et afgørende tidspunkt i hendes liv. I et samarbejde mellem to skuespillere og to kvindelige instruktører, præsenteres en dokumentarisk iscenesættelse af livet oplevet både gennem og med Olivia. Filmen benytter både skuespil og dokumentariske metoder til at undersøge og italesætte de udfordringer, der ligger i at gå fra parforhold til moderne kernefamilie.